# Чурригера, Хосе Бенито
Хосе́ Бени́то де Чурриге́ра Оканья (исп. José Benito de Churriguera Ocaña; 21 марта 1665, Мадрид — 2 марта 1725, Мадрид) — испанский архитектор, рисовальщик, скульптор и резчик по дереву эпохи барокко. Вместе с отцом, братьями и другими членами семьи изготавливал резные деревянные алтари причудливой архитектуры — в Испании они называются ретабло (запрестольный образ) — с множеством мелких декоративных деталей. Созданный им стиль, перенесённый, в частности, в страны Латинской Америки, стал ассоциироваться вообще с пышным и ярким испанским барокко и получил название по имени архитектора: чурригереско.

## Семья архитекторов-декораторов Чуригера
Отцом семейства был Хосе Симон де Чурригера (? — 1682). Его сыновья: Хосе Бенито (наиболее известный представитель семьи), Жоакин (1674—1726) и Альберто (1676—1750). Другие члены семьи: Николас (1701—1771), Мариана, Мануэль де Лара. Хосе де Лара.

## Жизнь и творчество Хосе Бенито Чурригеры
Хосе Бенито родился в 1665 году в Мадриде, в старом районе Эмбахадорес, в семье Хосе Симона де Чурригеры каталонского происхождения. Дед Хосе Бенито — Жозеф де Хуригуера (Xuriquera), как и его отец, Хосе Симон де Чурригера, были родом из Барселоны, причём последний переехал в Мадрид, где испанизировал свою фамилию и женился в 1665 году на уроженке Мадрида Марии Оканье, от которой у него было семеро детей, первенцем был Хосе Бенито. И его дед, и отец по профессии были плотниками, резчиками и сборщиками традиционных испанских ретабло; его дядя, Хуан де Оканья, тоже был одним из них, поэтому логично, что Хосе Бенито начал учиться этим ремёслам вместе с отцом и дядей.
После того, как его отец преждевременно умер в 1679 году, Хосе Бенито и его братья были усыновлены Хосе Ратесом (? —1684), который женился на Терезе Элиас, вдове их деда. Ратес, должно быть, был выдающимся художником, поскольку известно много его задокументированных работ. У Ратеса Хосе Бенито Чурригера завершил своё художественное образование, которое не ограничивалось техническим обучением ремеслу резчика и сборщика алтарей, но расширило его до основ рисунка и лепки; учитель направил стремления пасынка к архитектуре и скульптуре.
В 1690 году король Карл II назначил его одним из придворных архитекторов, хотя плату он стал получать только в 1696 году. В 1702 году король Филипп V назначил главным архитектором Теодоро Ардеманса, вскоре после этого Чурригера был обвинен в неподчинении, самонадеянности и потерял королевское покровительство.
Завершив обучение и открыв собственную мастерскую, в 1685 году Хосе Бенито в возрасте двадцати лет женился на Изабель де Паломарес, дочери Хосе Паломареса, также плотника и сборщика алтарей, продлив эндогамный обычай членов семьи, занимавшихся одной и той же профессией. От этого брака родились четыре дочери и два сына, Матиас и Иеронимо, которые продолжили дело отца. После того, как его первая жена умерла в 1699 году, Хосе Бенито вскоре снова женился на Пауле Марии де Тафалья, от которой у него родились еще две дочери и сын Николас, который также решил продолжить семейную профессию.
С 1685 года Хосе Бенито временно занимал должность помощника главного проектировщика королевских работ. Одним из первых, прославивших его произведений, был алтарь Капеллы Саграрио в соборе Сеговии, построенный в 1689 году, благодаря которому в 1690 году он получил звание архитектора собора. Привлёк к себе внимание и созданный Чурригерой катафалк первой жены Карла II, Марии Луизы Орлеанской, умершей в 1689 году, который был временно установлен в церкви Воплощения (Iglesia de la Encarnación) в Мадриде.
Ретабло церкви монастыря Сан-Эстебан (Святого Стефана) в Саламанке (1693—1696) закрепил славу художника. Хотя Чурригера провёл остаток своей жизни, работая в основном в регионе Мадрида, положение в Саламанке позволило ему получить множество других заказов для своих братьев и, по крайней мере, одного из сыновей.

## Галерея

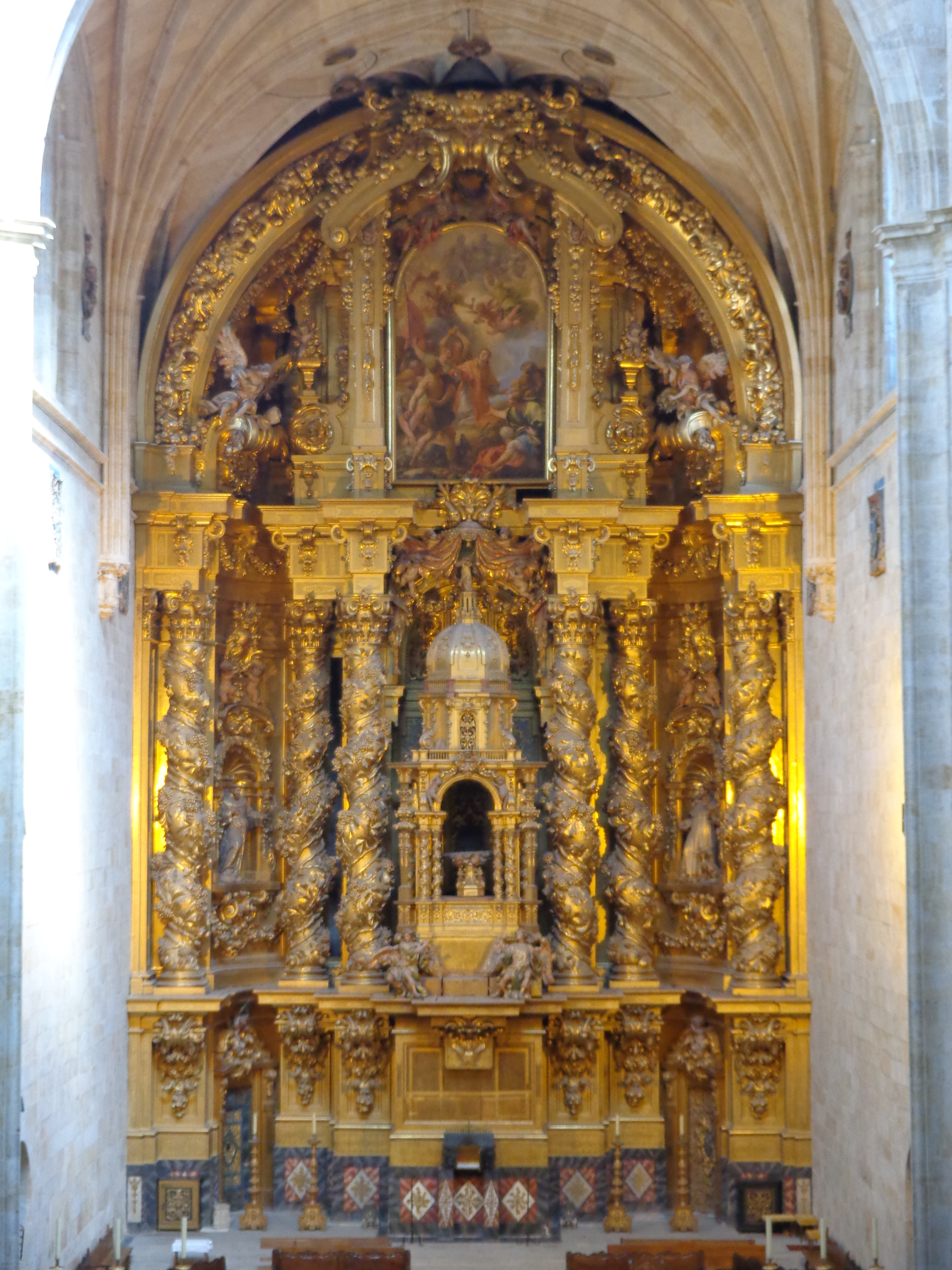
Ретабло (главный алтарь) церкви монастыря Сан-Эстебан в Саламанке. 1693—1696
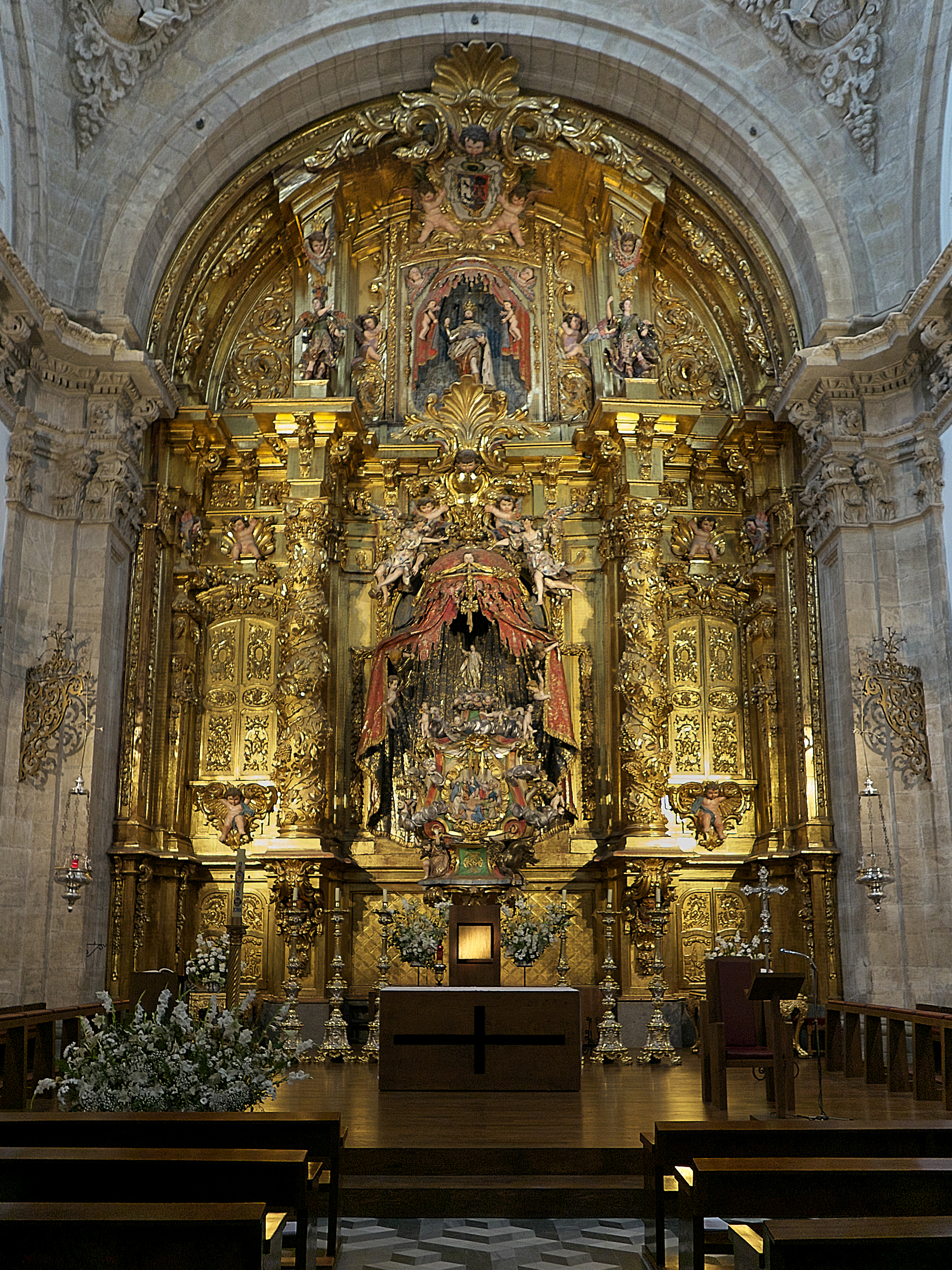
Ретабло капеллы Саграрио в соборе Сеговии. 1689
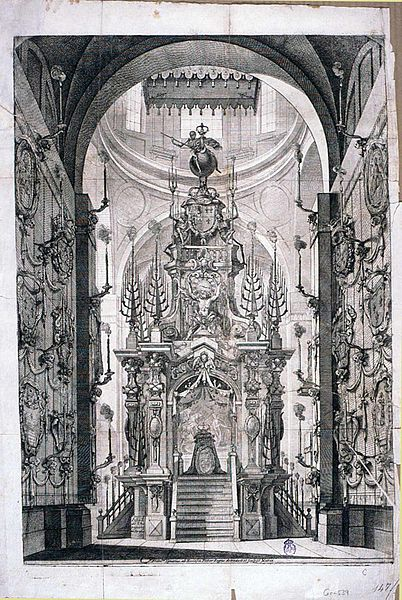
Катафалк Марии Луизы Орлеанской. 1689. Проект
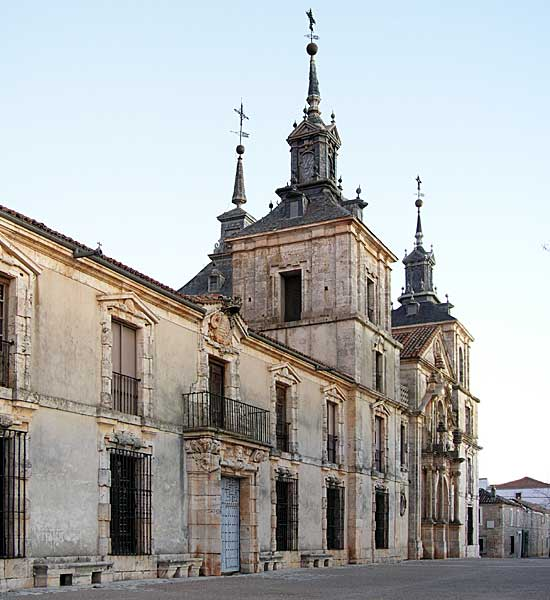
Дворец и церковь Нуэво-Бастан. 1709—1713
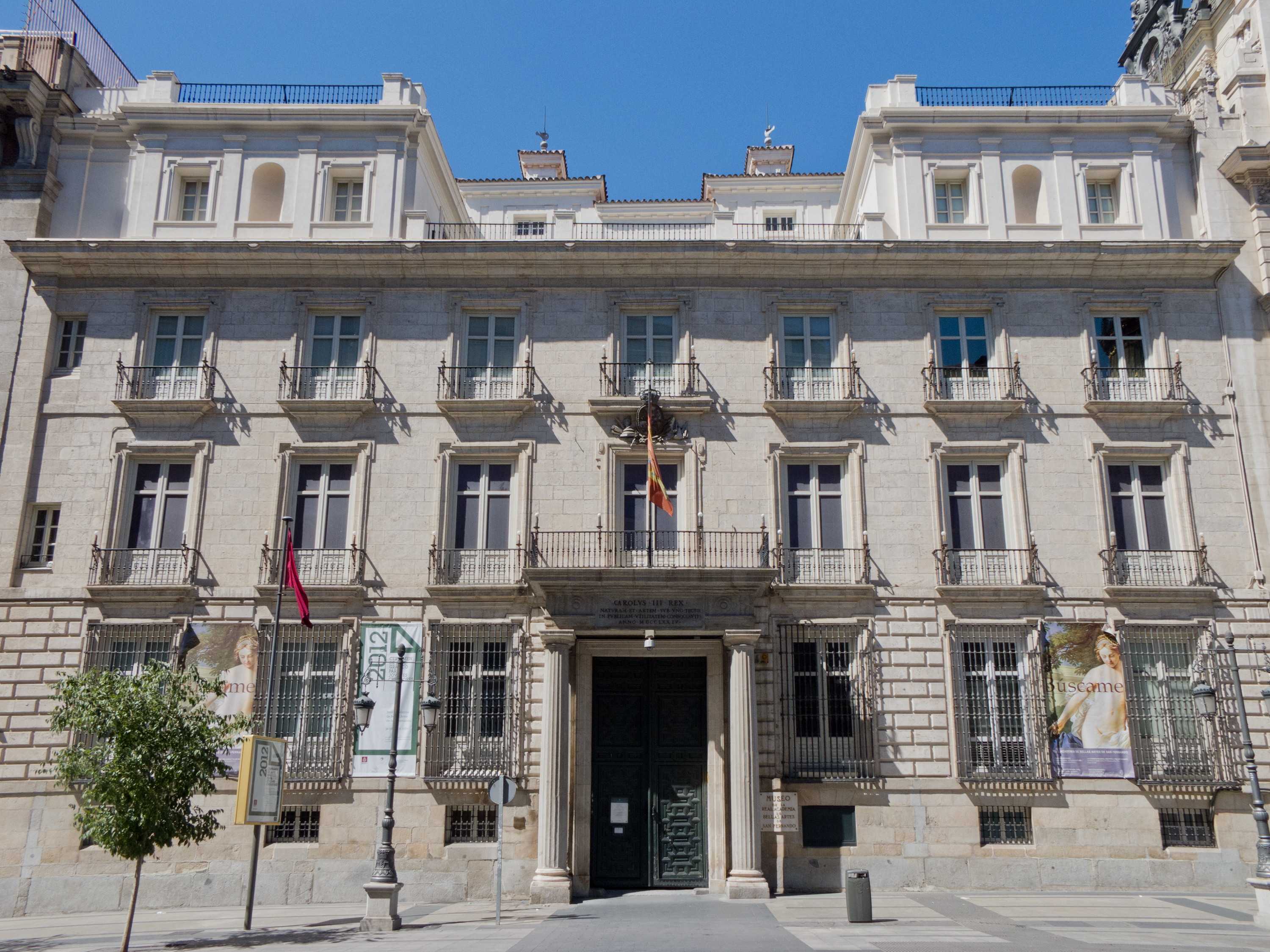
Дворец Гойенече. 1689. Мадрид (ныне Королевская академия изящных искусств Сан-Фернандо